# Bisdom Speyer
Het bisdom Speyer (Duits: Bistum Speyer; Latijn: Dioecesis Spirensis; in historisch verband in het Nederlands: bisdom Spiers) is een rooms-katholiek bisdom dat ligt in het zuidwesten van Duitsland, in de kerkprovincie Bamberg.

## Geschiedenis
Het bisdom Spiers werd gesticht in de 4e eeuw en is daarmee een van de oudste bisdommen van Duitsland. In een document uit het jaar 346 blijkt de eerste bisschop van Spiers. Het bisdom in zijn huidige vorm bestaat sinds 1817.

## Dekenaten
- Bad Dürkheim
- Donnersberg
- Germersheim
- Kaiserslautern
- Kusel
- Landau
- Ludwigshafen
- Pirmasens
- Saarpfalz
- Speyer

## Lijst van bisschoppen van Spiers
Zie: Lijst van bisschoppen van Spiers